# Luxemburg az 1980. évi nyári olimpiai játékokon
Luxemburg a szovjetunióbeli Moszkvában megrendezett 1980. évi nyári olimpiai játékok egyik részt vevő nemzete volt. Luxemburg az olimpiai zászló alatt vett részt a játékokon. Az országot az olimpián 3 sportágban 3 sportoló képviselte, akik érmet nem szereztek.

## Atlétika
Férfi
| Versenyző    | Versenyszám     | Eredmény      | Helyezés      |
| ------------ | --------------- | ------------- | ------------- |
| Lucien Faber | 20 km gyaloglás | nem ért célba | nem ért célba |

## Íjászat
| Versenyző   | Versenyszám  | 1. forduló | 1. forduló | 2. forduló | 2. forduló | Összesítés | Összesítés |
| Versenyző   | Versenyszám  | Pont       | Hely.      | Pont       | Hely.      | Pont       | Helyezés   |
| ----------- | ------------ | ---------- | ---------- | ---------- | ---------- | ---------- | ---------- |
| André Braun | Férfi egyéni | 1218       | 6.         | 1168       | 20.        | 2386       | 16.        |

## Sportlövészet
Nyílt
| Versenyző     | Versenyszám           | Pont | Helyezés |
| ------------- | --------------------- | ---- | -------- |
| Roland Jacoby | Sportpuska, fekvő     | 596  | 11.      |
| Roland Jacoby | Sportpuska, összetett | 1099 | 34.      |